# Liste der Gemeindeverbände im Département Aube
Das Département Aube liegt in der Region Grand Est in Frankreich. Es untergliedert sich in 13 Gemeindeverbände.
Siehe auch: Liste der Gemeinden im Département Aube

## Gemeindeverbände

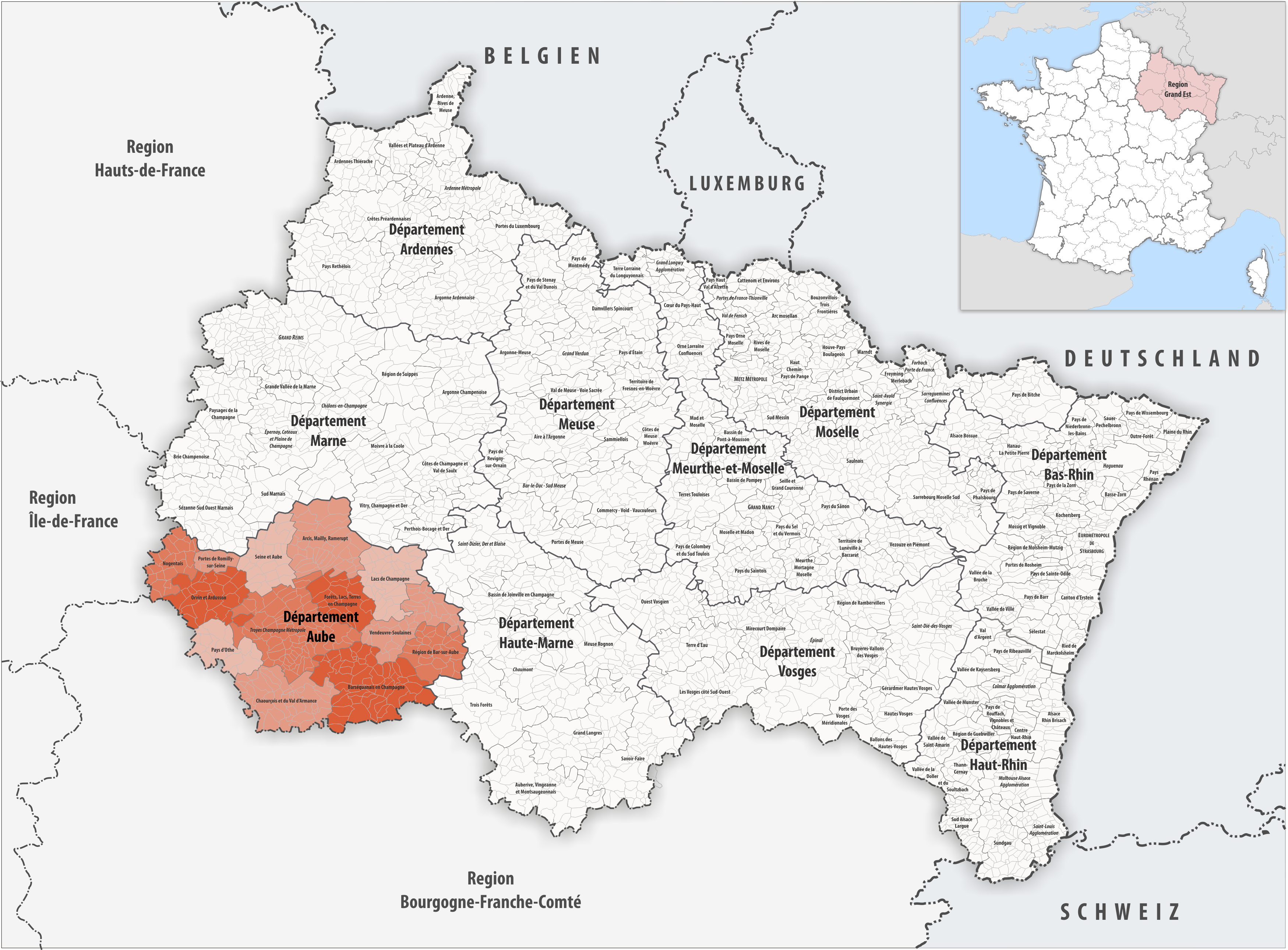
Gemeindeverbände im Département Aube

| Gemeindeverband                   | Gemeinden im Départ./Verband | Einwohner 1. Januar 2022 | Fläche km² | Dichte Einw./km² | SIREN- Nummer | Rechtsform                 | Gründungsdatum    |
| --------------------------------- | ---------------------------- | ------------------------ | ---------- | ---------------- | ------------- | -------------------------- | ----------------- |
| Arcis, Mailly, Ramerupt           | 39/39                        | 11.802                   | 608,08     | 19               | 200 071 777   | Communauté de communes     | 16. Dezember 2016 |
| Barséquanais en Champagne         | 53/53                        | 18.320                   | 812,75     | 23               | 200 069 003   | Communauté de communes     | 1. Dezember 2016  |
| Chaourçois et du Val d’Armance    | 42/42                        | 10.293                   | 588,13     | 18               | 200 071 041   | Communauté de communes     | 13. Dezember 2016 |
| Forêts, Lacs, Terres en Champagne | 15/15                        | 6.811                    | 323,40     | 21               | 241 000 223   | Communauté de communes     | 21. Dezember 2005 |
| Lacs de Champagne                 | 43/43                        | 8.976                    | 440,34     | 20               | 200 040 137   | Communauté de communes     | 1. Januar 2014    |
| Nogentais                         | 23/23                        | 16.366                   | 294,79     | 56               | 200 006 716   | Communauté de communes     | 19. Dezember 2006 |
| Orvin et Ardusson                 | 25/25                        | 8.459                    | 438,69     | 19               | 241 000 488   | Communauté de communes     | 18. Dezember 2003 |
| Pays d’Othe                       | 14/14                        | 7.548                    | 318,47     | 24               | 241 000 447   | Communauté de communes     | 18. Dezember 2002 |
| Portes de Romilly-sur-Seine       | 6/6                          | 18.846                   | 104,80     | 180              | 200 000 545   | Communauté de communes     | 16. Dezember 2005 |
| Région de Bar-sur-Aube            | 27/27                        | 10.543                   | 352,27     | 30               | 241 000 405   | Communauté de communes     | 24. Dezember 1993 |
| Seine et Aube                     | 25/25                        | 10.213                   | 385,36     | 27               | 200 070 126   | Communauté de communes     | 8. Dezember 2016  |
| Troyes Champagne Métropole        | 81/81                        | 175.540                  | 889,59     | 197              | 200 069 250   | Communauté d’agglomération | 1. Dezember 2016  |
| Vendeuvre-Soulaines               | 38/38                        | 7.359                    | 447,50     | 16               | 200 066 892   | Communauté de communes     | 28. Oktober 2016  |